# Chamaecytisus
Chamaecytisus és un gènere de plantes amb flor de la tribu Genisteae de la família Fabaceae.

## Particularitats
Les espècies d'aquest gènere són generalment de mida petita comparades amb altres ginestes.

## Espécies
N'hi ha unes 30 espécies; cal mencionar:
- Chamaecytisus albus (Hacq.) Rothm.
- Chamaecytisus austriacus (L.) Link - ginesta austríaca
- Chamaecytisus borysthenicus (Gruner) Klásk.
- Chamaecytisus danubialis (Velen.) Rothm.
- Chamaecytisus drepanolobus (Boiss.) Rothm.
- Chamaecytisus falcatus (Waldst. & Kit.) Holub
- Chamaecytisus glaber (L.f.) Rothm.
- Chamaecytisus heuffelii (Wierzb. ex Griseb. & Schenk) Rothm.
- Chamaecytisus hirsutus (L.) Link
- Chamaecytisus mollis (Cav.) Greuter & Burdet
- Chamaecytisus podolicus (Blocki) Klásk.
- Chamaecytisus polytrichus (Bieb.)
- Chamaecytisus prolifer (L.f.) Link - ginestola de les Canàries
- Chamaecytisus purpureus (Scop.) Link - ginesta morada
- Chamaecytisus ratisbonensis (Schaeff.) Rothm.
- Chamaecytisus rochelii (Wierzb. ex Griseb. & Schenk) Rothm.
- Chamaecytisus ruthenicus (Fisch. ex Wol.) Klásk. - ginesta de Rutènia
- Chamaecytisus supinus (L.) Link - ginesta supina, ginestola
- Chamaecytisus supinus (L.) Link subsp. supinus var. gallicus (Kern.) C. Vic. - ginestola gàl·lica